# یامائو یوزو
یامائو یوزو (به ژاپنی: 山尾 庸三 Yamao Yōzō)؛ ۵ نوامبر ۱۸۳۷ – ۲۱ دسامبر ۱۹۱۷) مهندس، آموزگار، سیاستمدار اهل ژاپن بود.